# Trzeciaki (obwód miński)
Trzeciaki (biał. Траццякі, Tracciaki; ros. Третьяки, Trietjaki) – wieś na Białorusi, w obwodzie mińskim, w rejonie kleckim, w sielsowiecie Kuchczyce, przy drodze republikańskiej R43.

## Historia
W Rzeczypospolitej Obojga Narodów leżały w województwie nowogródzkim, w powiecie nowogródzkim. Odpadły od Polski w wyniku II rozbioru.
W XIX i w początkach XX w. położone były w Rosji, w guberni mińskiej, w powiecie słuckim, w gminie Siniawka. Należały do Jeleńskich herbu Korczak odmienny z Dunajczyc.
W dwudziestoleciu międzywojennym leżały w Polsce, w województwie nowogródzkim, w powiecie nieświeskim, w gminie Siniawka. W 1921 miejscowość liczyła 212 mieszkańców, zamieszkałych w 38 budynkach, wyłącznie Białorusinów wyznania prawosławnego.
Po II wojnie światowej w granicach Związku Sowieckiego. Od 1991 w niepodległej Białorusi.